# Jan Gregor
Jan Gregor (* 11. dubna 1975) je český ekonom a státní úředník, od srpna 2010 do května 2016 náměstek ministra financí ČR pro oblast veřejných rozpočtů.

## Život
Po absolvování základní školy ve Žďáru nad Sázavou vystudoval v letech 1989 až 1993 místní Gymnázium Žďár nad Sázavou. Pro vysokoškolské studium v letech 1993 až 1998 si zvolil Vysokou školu ekonomickou v Praze, na níž nejdříve absolvoval bakalářský obor mezinárodní obchod a později navazující magisterský obor mezinárodní obchod s vedlejší specializací na evropskou ekonomickou integraci a získal tak titul Ing.
Po absolvování vysoké školy nastoupil v roce 1998 na Ministerstvo financí ČR, kde nejdříve působil jako referent Odboru finanční politiky a Odboru pro evropskou integraci. Následně v letech 1998 až 2001 byl vedoucím jednoho z oddělení Odboru pro evropskou integraci a v letech 2001 až 2010 ředitelem Odboru národního fondu.
Dne 23. srpna 2010 jej ministr financí ČR Miroslav Kalousek jmenoval svým náměstkem pro oblast veřejných rozpočtů. Na této pozici působil i za ministra financí Jana Fischera a dále pak i za ministra Andreje Babiše. V květnu 2016 však na Ministerstvu financí ČR skončil a nastoupil za Českou republiku do Evropského účetního dvora.
Jan Gregor je ženatý a má 5 dětí.